# Madonna
Madonna Louise Veronica Ciccone, známá hlavně pod mononymem Madonna (* 16. srpna 1958 Bay City, Michigan), je americká zpěvačka, skladatelka, tanečnice, herečka, režisérka, producentka, módní ikona a spisovatelka označovaná za královnu popu.
V 80. letech byla považována za sexuální symbol. Guinnessova kniha rekordů ji uvedla jako ženskou umělkyni, která prodala nejvyšší počet nahrávek v celé historii hudby.

## Soukromý život
Narodila se roku 1958 jako Madonna Louise Veronica Ciccone v michiganském Bay City jako nejstarší dcera Silvia Anthonyho Cicconeho a Madonny Louisy Fortinové. Prarodiče z otcovy strany imigrovali do Spojených států z italského Pacentra, zatímco matka měla francouzské předky. Otec pracoval jako inženýr pro společnosti Chrysler a General Motors. Madonna má dva starší bratry, Anthonyho (nar. 1956) a Martina (nar. 1957), a další tři mladší sourozence, Paulu (nar. 1959), Christophera (nar. 1960) a Melanie (nar. 1962).
V rámci biřmování roku 1966 přijala biřmovací jméno po svaté Veronice. Vyrůstala na detroitské periferii v Pontiacu a Avon Townshipu (přejmenovaného na Rochester Hills). Matka zemřela na karcinom prsu 1. prosince 1963.
Madonna začala usilovat o slávu když utekla od otce a odletěla do New Yorku, kam jela s pouhými 35 dolary, začala pracovat jako servírka a byla i na konkurzu k filmu Vlasy od Miloše Formana, ale neuspěla. Své nahrávky posílala různým producentům.
Roku 1985 se provdala za herce Seana Penna, se kterým se ale o 4 roky později (1989) rozvedla. Nejstarší dceru Lourdes Maria Ciccone Leon, která se narodila 14. října 1996, má se svým tehdejším osobním trenérem Carlosem Leonem, toho si však nikdy nevzala. Další sňatek se konal roku 2000 s o 10 let mladším britským režisérem Guyem Ritchiem, se kterým ještě téhož roku měla syna Rocca.
V říjnu 2006 adoptovala v africké zemi Malawi třináctiměsíčního chlapečka Davida Bandu.
Až do konce roku 2008 žila ve Velké Británii s Guyem Ritchiem. V listopadu 2008 média informovala o jejich rozvodu. 
Má další 2 děti Davida Bandu a Chifundo Mercy James, které adoptovala z afrického státu Malawi. Od listopadu 2015 měla rodinné problémy se svým synem Roccem, konflikt skončil v dubnu 2016.

## Hudební kariéra
Madonna podle Guinnesovy knihy rekordů je také zpěvačkou s největším příjmem.
Do prosince 2005 vydala dvanáct platinových alb certifikovaných společností RIAA, podle které se ve Spojených státech prodalo 65 milionů kopií jejích alb. Podle Warner Bros. prodala celosvětově přes 400 milionů alb a 115 milionů singlů. Je nejlépe prodávanou zpěvačkou všech dob.
Madonna během svého turné Confessions Tour vystoupila 6. a 7. září 2006 v Praze. Koncerty byly okamžitě rozprodány, například pražský byl vyprodán za necelou hodinu, čímž se stal nejrychleji vyprodaným koncertem O2 arény v historii naší země. Dne 30. ledna 2009 bylo oficiálně uveřejněno, že opět vystoupí v rámci prodlouženého Sticky and Sweet Tour 13. srpna 2009 v Praze na Chodově. V rámci Rebel Heart Tour koncertovala 7. a 8. listopadu 2015 v Pražské O2 aréně.
Dne 28. dubna 2008 vyšlo v Evropě (v USA 29. dubna 2008) nové album Hard Candy, které obsahuje megahit 4 Minutes, který se v oficiální americké hitparádě umístil na 3. místě. Album obsahuje hitové singly 4 Minutes, Give It 2 Me a Miles Away. Celé album je ve stylu Hip Hop, Dance, Pop, Funky a R'n'B. Dne 7. dubna měl v televizi premiéru videoklip k písni 4 Minutes, kde se objevil i Justin Timberlake a Timbaland. Video se natáčelo 30.–31. ledna a 2. února. Druhý singl Give It 2 Me měl spolu s videoklipem premiéru koncem června 2008. V březnu 2009 natáčela 2 nové songy pro desku Celebration (tehdy Greatest Hits 3), která vyšla 21. září 2009. 28. září 2009 vyšlo DVD Celebration se 47 videoklipy. Hard Candy vyšlo v květnu 2008 i v limitované edici (s odlišným obalem, do černa zbarveným) s dvěma remixy 4 Minutes, pestrým bookletem a přibalenými bonusy.
Madonna začala pracovat na nové kolekci hitů "Celebration". Podle končícího kontraktu s Warner Bros. je blížící se výběr největších hitů popové královny s názvem "Celebration" skutečně posledním albem u hudebního vydavatelství, se kterým před sedmadvaceti lety začínala.
Nekorunovaná královna popu vydala v březnu 2012 nové album s názvem MDNA. Dvanácté album americká zpěvačka natočila především s evropskými producenty elektronické taneční hudby. Předchozí album Hard Candy vydala v dubnu 2008. Píseň "Give Me All Your Luvin‘" je první singl nového alba, v písní se představili hosté, zpěvačky Nicki Minaj a M.I.A., zahrály si také ve videoklipu jako roztleskávačky. Album se díky 359 tisícům prodaných kusů stává osmým debutující albem zpěvačky na 1. místě v hitparádě Billboard Top 200. Ve Velké Británii překonala Elvise Presleyho,
Zpěvačce se to podařilo s dvanácti alby na prvním místě a stala se tak nejúspěšnějším sólovým interpretem v dějinách UK Album Chart. Poté singly: "Girl Gone Wild", "Masterpiece", "Turn Up the Radio", skladbu "Masterpiece" nazpívala k filmu W.E. V souvislostí s propagaci MDNA odstartovala v květnu 2012 své deváté koncertní turné nazvané stejně jako album MDNA Tour, první vystoupení se odehrálo v Tel Avivu, v Izraeli.
17.12.2014 unikly na internet demo verze písniček z alba Rebel Heart a Madonna krátce na to zveřejnila na YouTube konečné verze písniček svým fanouškům jako vánoční dárek. Album bylo vydáno v březnu 2015 s prvním singlem a videoklipem Living for love. Druhý singl s videem se stal Ghosttown a třetím singlem a videem se stala úspěšná písnička Bitch I'm Madonna. Video mělo během 10 dnů 100 000 000 zhlédnutí a stalo se nejúspěšnějším Madonniným videem na YouTube. V září 2015 odstartovala v Montrealu své turné Rebel Heart, následovaly tři vyprodané koncerty v New Yorku.
Web iReport v recenzi na toto album konstatoval, že se Madonna hudebně nenachází v krizi, ale že i tato deska je určitým měřítkem, ze kterého vyjde či nevyjde najevo to, zda zpěvačka ustojí tlak ze strany mladších zpěvaček. Rebel Heart nakonec v recenzi získalo 4 ze 7 bodů.
V roce 2017 Madonna adoptovala čtyřletá dvojčata Estere a Stellu původem z Malawi a společně s rodinou se přestěhovala do portugalského Lisabonu, respektive do města Sintra ležící v lisabonské metropolitní oblasti. V Lisabonu se začala setkávat s místními umělci a v lednu 2018 oznámila, že začala pracovat na svém dalším albu. To bylo pojmenováno Madame X a vyšlo v červnu 2019.

## Diskografie

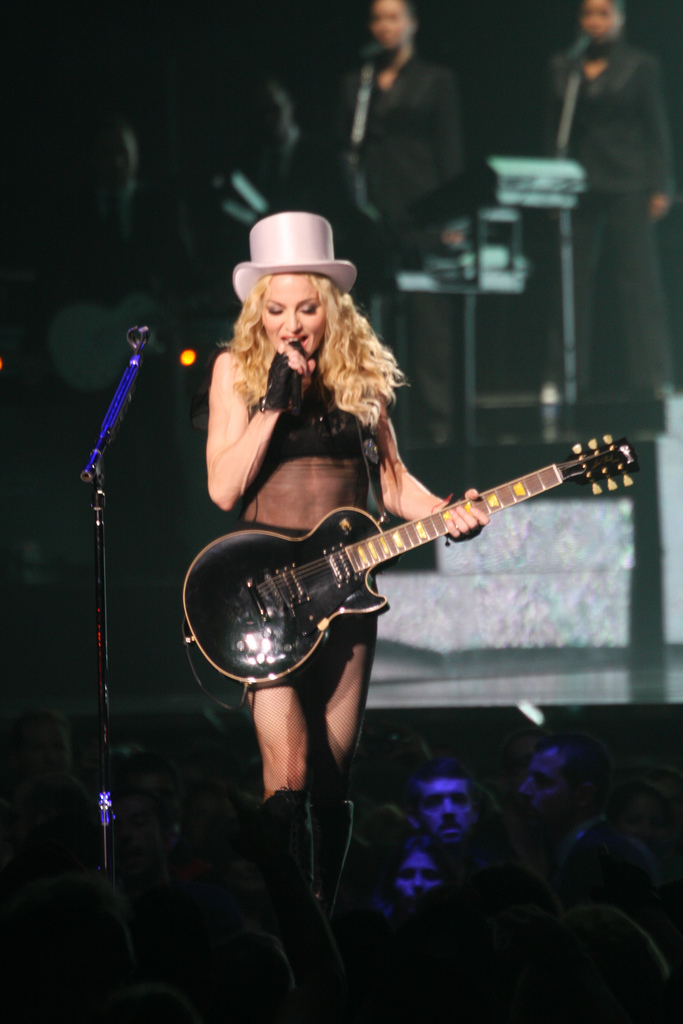
Madonna během Sticky & Sweet Tour, říjen 2008

| Rok  | Název alba                   |
| ---- | ---------------------------- |
| 1983 | Madonna                      |
| 1984 | Like a Virgin                |
| 1986 | True Blue                    |
| 1989 | Like a Prayer                |
| 1990 | I'm Breathless               |
| 1992 | Erotica                      |
| 1994 | Bedtime Stories              |
| 1997 | Ray of Light                 |
| 2000 | Music                        |
| 2003 | American Life                |
| 2005 | Confessions on a Dance Floor |
| 2008 | Hard Candy                   |
| 2012 | MDNA                         |
| 2015 | Rebel Heart                  |
| 2019 | Madame X                     |

## Herecká kariéra

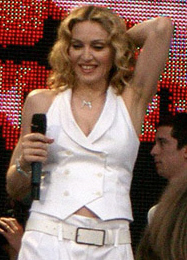
Vystoupení na benefičním koncertu Live 8 v Londýně (2005)

- 1979 A Certain Sacrifice [ Bruna, Cine Cine Productions ]
- 1985 Vision Quest [ Singer (cameo), Warner Bros. Pictures ]
- 1985 Hledám Susan, zn. Zoufale (Desperately Seeking Susan)
- 1986 Šanghajské překvapení (Shanghai Surprise)
- 1987 Kdo je ta holka ? (Who's That Girl)
- 1989 Vražda na Broadwayi (Bloodhounds Of Broadway)
- 1990 Dick Tracy [ Breathless Mahoney, Touchstone Pictures/Disney/Buena Vista ]
- 1991 S Madonnou v posteli (Truth or Dare / In Bed with Madonna), režie Alek Keshishian, herecký partner Warren Beatty [ Madonna, LIVE Entertainment/Dino de Laurentiis ]
- 1992 Stíny a mlha (Shadows and Fog), režie Woody Allen [ Marie, Orion Pictures ]
- 1992 Velké vítězství (A League of Their Own) režie Penny Marshal[ Mae Mordabito, Columbia Pictures ]
- 1993 Tělo jako důkaz (Body of Evidence), režie Uli Edel [ Rebecca Carlson, MGM Pictures/Dino de Laurentiis ]
- 1993 Nebezpečná hra (Dangerous Game / Snake Eyes) [ Sarah Jennings, Cecchi Gori/Maverick Films ]
- 1995 Blue in the Face / Brooklyn Boogie [ Singing Telegram (cameo), Miramax Films/Buena Vista ]
- 1995 Four Rooms [ Elspeth, Miramax Films/Buena Vista ]
- 1996 Evita, režie Alan Parker - životní role, cena Zlatý Glóbus nejlepší herečka v komediální či muzikální roli [ Eva Perón, Hollywood Pictures/Cinergi Pictures ]
- 1996 Girl 6 [ Boss #3 (cameo), 20th Century Fox ]
- 2000 Příští správná věc (The Next Best Thing), režie Johan Schlesinger [ Abbie Reynolds, Lakeshore Entertainment/Paramount Pictures ]
- 2002 Trosečníci,režie Guy Ritchie -herecký partner Adriano Giannini
- 2002 Swept Away [ Amber Leighton, Screen Gems/Columbia Pictures ]
- 2002 Die Another Day [ Verity (cameo), MGM Pictures/Danjaq Inc. ]
- 2006 Arthur and the Minimoys (English Version only) aka Arthur and the Invisibles [ Princess Selenia (voice), EuropaCorp/The Weinstein Company/Lionsgate ]
- 2008 I Am Because We Are [ Madonna, Semtex Films/Hollydog Films ]
- 2009 Arthur and the Minimoys 2: Vengeance of Maltazard (English Version only) [ Princess Selenia (voice), EuropaCorp ]
- 2010 Arthur and the Minimoys 3: War Of Two Worlds (English Version only)

Filmové dokumenty o Madonně:
- 1992 S Madonnou v posteli
- 2005 Řeknu ti tajemství (I'm Going to Tell You a Secret) - volné pokračování [ Madonna, Maverick Films/RiverRoad/Lucky Lou ]

V produkci HBO byl kolem roku 1999 natočen o Madonně film, sledující začátky její hudební kariéry.
Více o filmech, ve kterých Madonna hrála: Neoficiální fanouškovské stránky.

## Ostatní aktivity
Madonna je též autorkou několika knížek pro děti. Jejich prodej by se dal označit jako lehce nadprůměrný. Od devadesátých let je studentkou kabaly (židovského mysticismu) a studuje v Kabalistickém centru v Los Angeles. K tomuto učení už přivedla řadu známých osobností, například Gwyneth Paltrow, Demi Moore, atp.
Madonna je držitelkou Zlaté maliny za nejhorší herečku ve filmu Trosečníci z roku 2003, který režíroval její manžel Guy Ritchie.